# Attack Attack! (álbum)
Attack Attack! es el segundo álbum de estudio de la banda de hardcore electrónico Attack Attack!, grabado entre finales de 2009 e inicios de 2010, y publicado el 8 de junio de 2010. La primera información conocida sobre el álbum la facilitó el guitarrista Andrew Whiting el 25 de noviembre de 2009. Desde ese momento la banda ejecutaría en concierto cuatro temas: Sexual Chocolate Man, A for Andrew, AC-130, y Renob, Nevada, mientras confirmaba que el álbum contaría con diez pistas en total. La fecha de lanzamiento se retrasó del 25 de mayo al 8 de junio debido a problemas con el nombre original del disco, inicialmente llamado Shazam!, pero renombrando por problemas de copyright. Este es el primer disco que cuenta con Caleb Shomo como vocalista principal y, cuenta con participaciones especiales. El disco fue producido, al igual que Someday Came Suddenly, por Joey Sturgis, y fue preproducido por Caleb Shomo. En su primera semana el disco vendió más de 15 000 copias.
El sencillo Smokahontas fue lanzado en diciembre de 2010, cuenta con la participación de Franck, y su video se lanzó en enero del 2011.

## Lista de canciones
| Standard edition | |          |  |
| N.º              | Título                                                                                              | Duración |  |
| 1.               | «Sexual Man Chocolate»                                                                              | 3:17     |  |
| 2.               | «Renob, Nevada»                                                                                     | 3:13     |  |
| 3.               | «I Swear I'll Change»                                                                               | 3:40     |  |
| 4.               | «Shut Your Mouth» (feat. McSwagger)                                                                 | 2:43     |  |
| 5.               | «A for Andrew»                                                                                      | 3:22     |  |
| 6.               | «Smokahontas»                                                                                       | 3:54     |  |
| 7.               | «AC-130»                                                                                            | 1:47     |  |
| 8.               | «Fumbles O'Brian»                                                                                   | 2:57     |  |
| 9.               | «Turbo Swag»                                                                                        | 3:33     |  |
| 10.              | «Lonely» (la canción termina en el minuto 4:05 e incluye una Pista oculta a partir del minuto 4:07) | 5:37     |  |

## Créditos

### Attack Attack!
- Johnny Franck - voces limpias, guitarra rítmica
- Caleb Shomo - voz principal, teclados, sintetizadores, programación, guitarra adicional, voz limpia en Lonely
- Andrew Whiting - guitarra principal
- John Holgado - bajo
- Andrew Wetzel - batería, percusión

## Attack Attack! Deluxe Edition
El 19 de julio de 2011, se lanzó una versión Deluxe del mismo álbum, que cuenta con 4 canciones nuevas: Last Breath, Pick A Side, Criminal y All Alone. También cuenta con un Remix de Sexual Man Chocolate y AC-130, además de una versión acústica de Turbo Swag y I Swear I'll Change.